# Casa de Chá (Praça dos Três Poderes)
A Casa de Chá é uma edificação com funções de bar/café e atendimento turístico localizada na Praça dos Três Poderes, em Brasília. O prédio, como outros do seu entorno, foi projetado por Oscar Niemeyer, e é um patrimônio histórico tombado pelo Instituto do Patrimônio Histórico e Artístico Nacional (IPHAN).
Trata-se de um prédio semienterrado, sendo feito desta forma para não chamar tanta atenção na praça. Serviu como casa de chá por muitos anos, e seu bar e localização faziam do local um dos pontos mais agitados do Distrito Federal. Após anos de abandono, se tornou um Centro de Atendimento ao Turista, novamente caiu em desuso e foi reformado em 2020, quando voltou a ter funções de atendimento turístico. Recentemente, em 2024, retornou também ao seu uso original, sendo agora um café-escola administrado pelo Senac.

## História

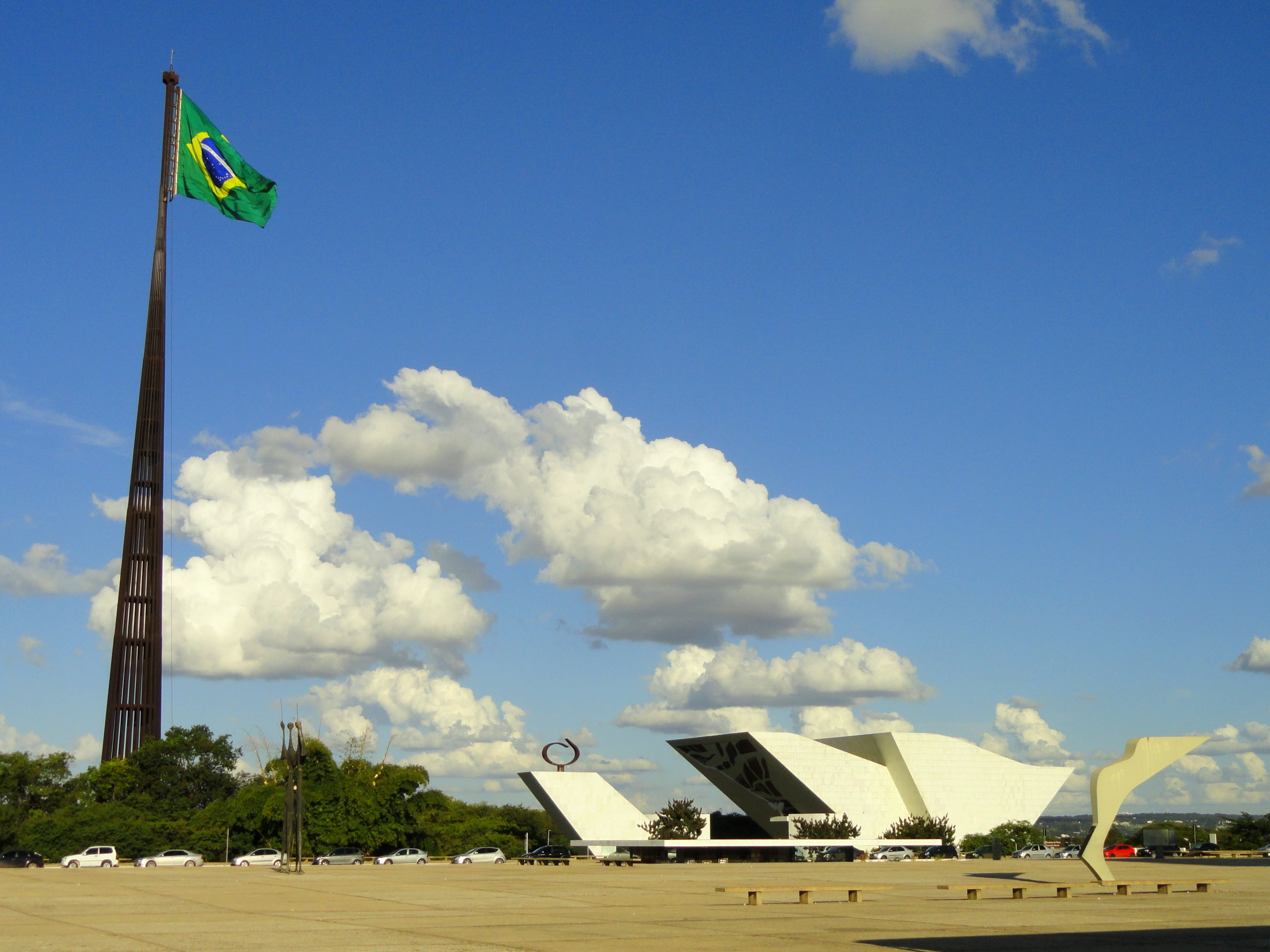
A Casa de Chá na praça, com o teto branco visível, perto de outros monumentos como o Panteão da Pátria e da Liberdade e o Mastro Nacional de Brasília.

Oscar Niemeyer projetou o "restaurante da Praça dos Três Poderes", como ele chamou em seu livro Quase Memórias, entre 1965 e 1966, período em que o arquiteto retorna brevemente ao Brasil após ter se afastado com o início da Ditadura militar.
A casa de chá tinha um bar onde os trabalhadores da região poderiam ter um tempo de lazer após o dia de trabalho, com rodas de violão e cantorias no lado de fora. O local virou um ponto boêmio e um cenário de festas, mesmo localizado no coração do poder brasileiro. Seu auge foi nos anos 1970 e 1980. Porém, com o tempo, a Casa de Chá, sem arrendatário, foi abandonada. 
Apenas em 1994 o espaço ganhou o uso atual, como Centro de Atendimento ao Turista. Após seis anos, porém, acabou fechado novamente, com problemas estruturais sérios no teto, que poderia cair.
Em setembro de 2003, o Governo do Distrito Federal e a Fundação Israel Pinheiro assinam um convênio para a reforma e a entrega em 2004, mas o dinheiro não foi o suficiente e o governo distrital acaba ficando sozinho com a responsabilidade.
Após mais de quinze anos de reforma, o espaço foi finalmente reinaugurado em 2010, ao custo de quinhentos mil reais, como parte das obras de revitalização dos cinquenta anos de Brasília. Uma nova reforma for conduzida pelos escritórios Bloco Arquitetos e Equipe Lamas e concluída no início de 2020, reabrindo como Centro de Atendimento ao Turista. Em 2024, o Governo do Distrito Federal repassou a administração do local a Fecomércio-DF, que reabriu a Casa de Chá, mantendo o Centro de Atendimento ao Turista.
O Senac gere a Casa de Chá como um café-escola, onde os alunos fazem estágio supervisionados por instrutores da instituição. São servidos produtos do Distrito Federal e arredores, e o bar serve, além do chá, café, vinhos e cervejas locais.

## Características
Niemeyer projetou a Casa de Chá como um local de encontro e descanso, apesar da fama boêmia que ganhou. Tem uma área de 250 metros quadrados e está localizada atrás do Panteão da Pátria e da Liberdade Tancredo Neves, a poucos metros do Palácio do Planalto. O prédio é semienterrado, pois o objetivo do arquiteto era não criar mais um edifício chamativo na Praça dos Três Poderes, já cercada de palácios icônicos. 
O formato retangular reproduz o retângulo maior da praça. O piso é de mármore branco. A distância entre a cobertura da Casa de Chá e o piso da Praça dos Três Poderes tem cerca de um metro e meio. O volume é revestido com pele de vidro, dando uma sensação de que está flutuando na praça.
A reforma concluída em 2020 revitalizou o mármore branco dos pisos e paredes, além de ter limpo os caixilhos das janelas e repintado tetos e pilares com cores originais. Em 2024, a Casa de Chá ganhou móveis de designers locais e estantes com livros do Senac para a retomada da função original do local.

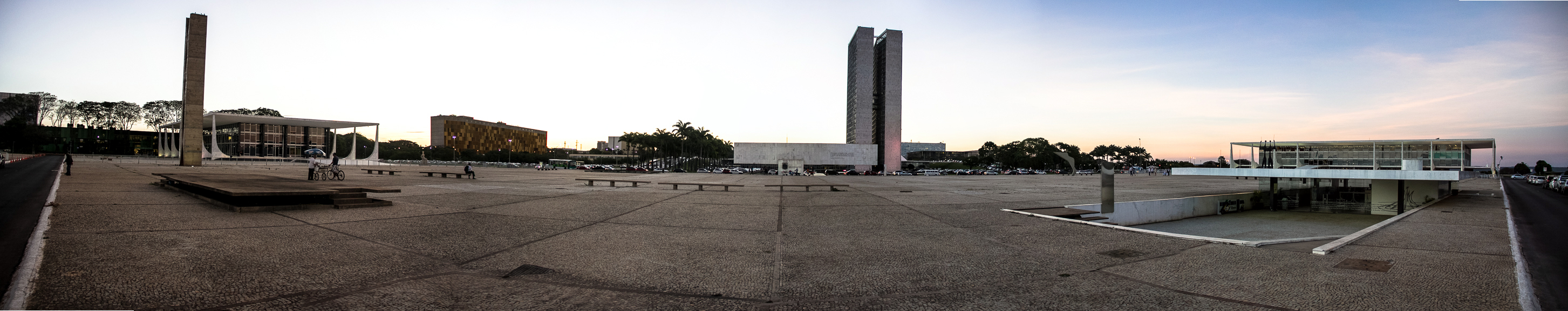
A Praça dos Três Poderes, com a Casa de Chá no primeiro plano, a direita.